# 沙质土微菌科
沙质土微菌科（学名：Arenimicrobiaceae）是出芽小链菌目的科。成员为革兰氏阴性杆菌、中温、需氧的杆菌。其模式属为沙质土微菌属。

## 历史
沙质土微菌属和短杆状菌属原先是栖火山单胞菌科的属。2018年，Dedysh和Yilmaz通过分析发现，栖火山单胞菌科是多系的，其中沙质土微菌属和短杆状菌属单独形成一条演化支。此外，沙质土微菌属-短杆状菌属演化支的表型和化学分类也与栖火山单胞菌属存在一定差异。基于这些分析结果，Dedysh和Yilmaz创建了沙质土微菌科，并将沙质土微菌属和短杆状菌属归入其中。

## 描述
沙质土微菌是革兰氏阴性球菌或杆菌，不形成孢子和荚膜，并通过二分裂繁殖。该科为需氧的化能有机异营中温细菌，无法通过光养生长，能耐受广泛的pH值范围。其细胞色素-c氧化酶和过氧化氢酶的活性因种而异。该科底物利用范围较窄，偏好复杂的蛋白质作为生长底物，且对聚合物的水解能力也存在种间差异。其主要呼吸醌为MK-8，某些情况下还含有少量MK-7。